# Hoplia magnifica
Hoplia magnifica är en skalbaggsart som beskrevs av Gilbert John Arrow 1932. Hoplia magnifica ingår i släktet Hoplia och familjen Melolonthidae. Inga underarter finns listade i Catalogue of Life.